# Rhamnus alpina
Rhamnus alpina là một loài thực vật có hoa trong họ Táo. Loài này được L. miêu tả khoa học đầu tiên năm 1753.

## Hình ảnh

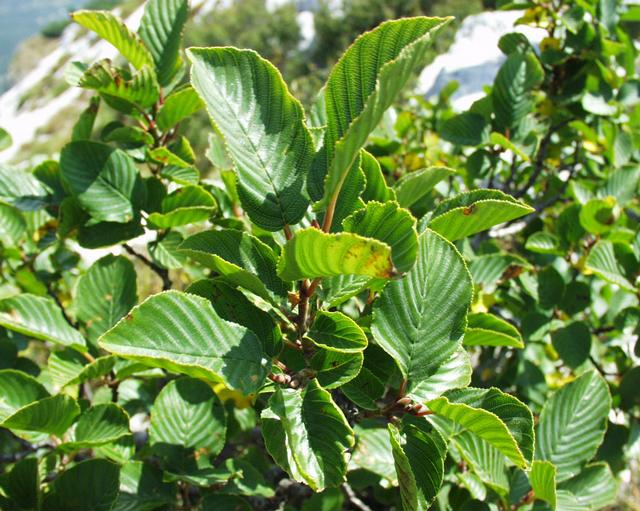
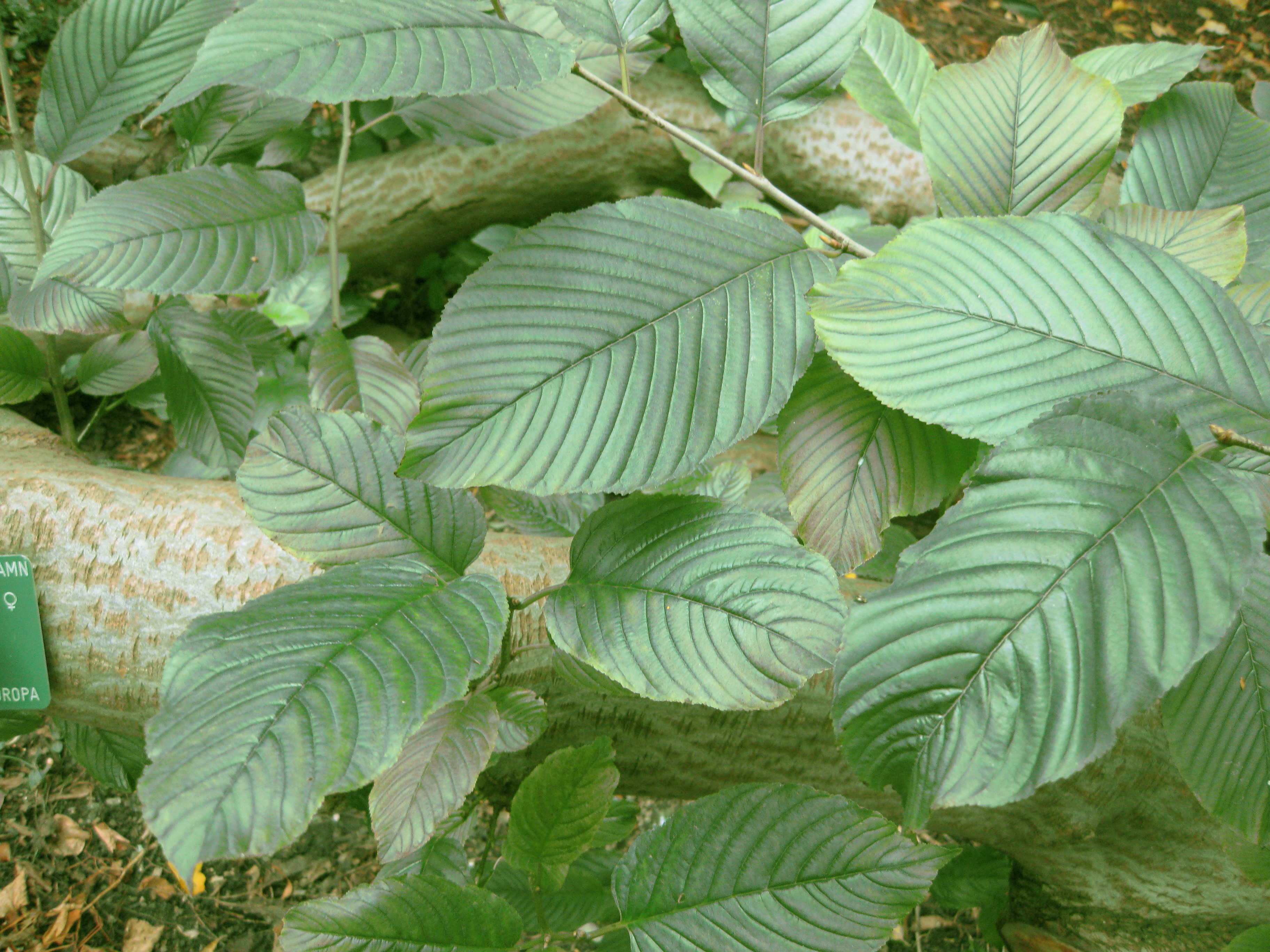
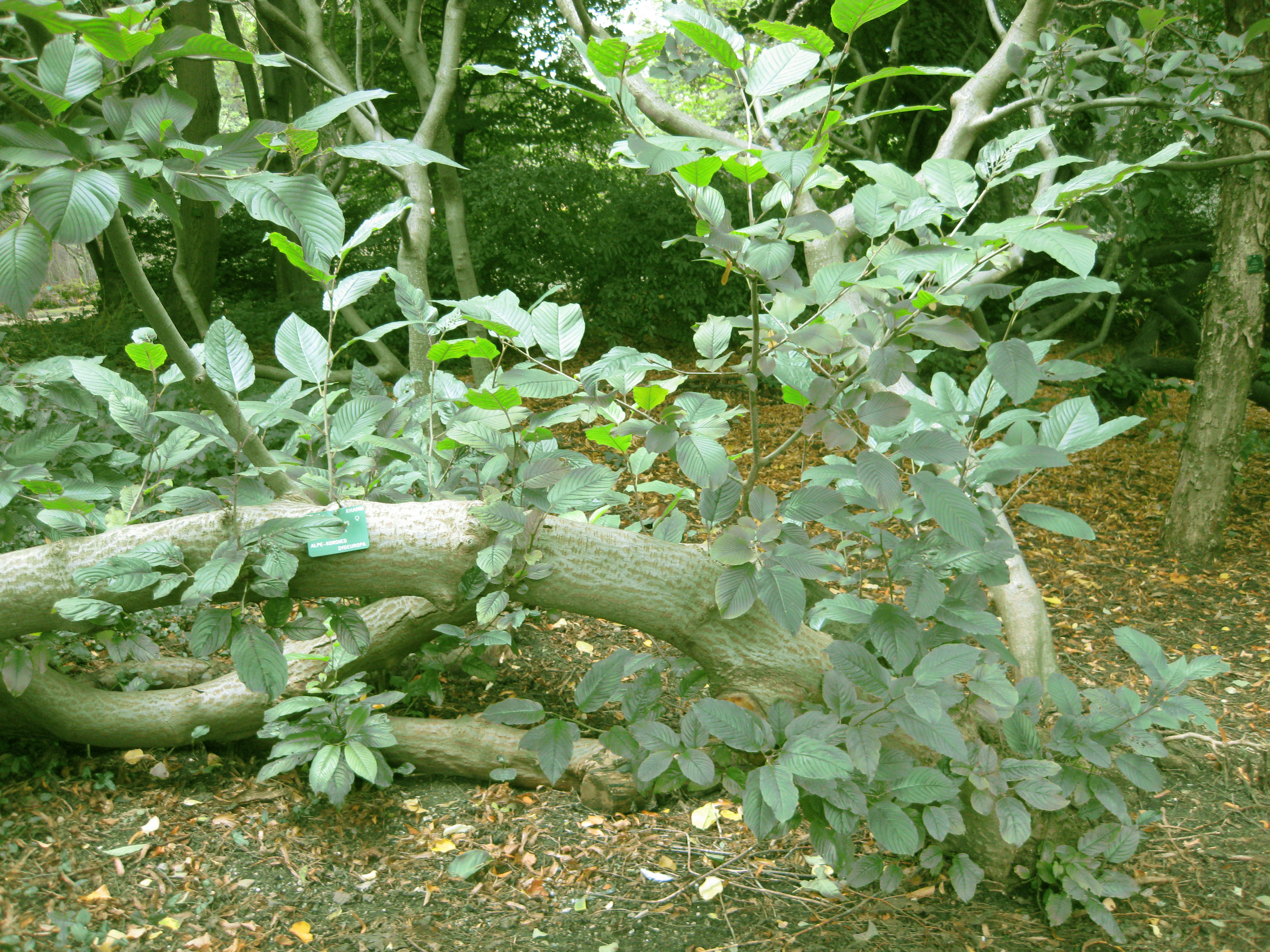
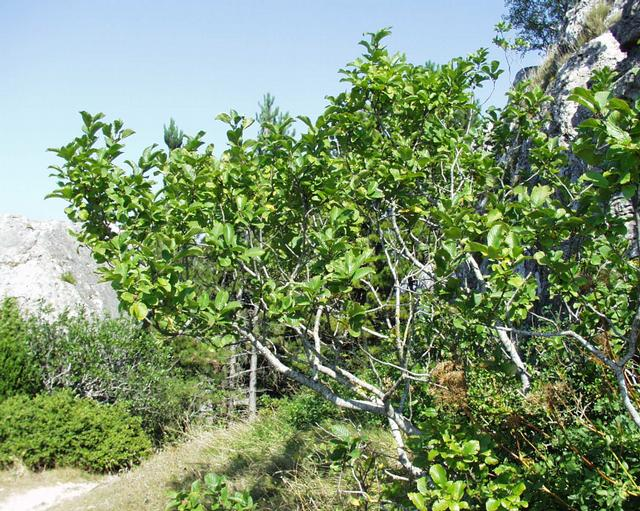